# 成吉思汗法典
《成吉思汗法典》（转写：Yehe Zasag），即大扎撒，是世界上第一套應用範圍最廣泛的成文法典，同時也是世界上最早的憲法性文件，於1206年由蒙古帝國的成吉思汗頒布實施。法典將行政權及司法權分開，建立了一套有部落民主色彩的君主政體制度。這種以兩權制約的判例制度，比英國19世紀的判例制度早約600年。

## 考古
《成吉思汗法典》的古本於元末明初的戰亂入面已經散失，結果失傳了600多年。雖然法典的不少部份仍然可以零碎地在多份文獻內找到，但由於這些文獻數量和種類均很多，又涉及英文、古體蒙古文、現代蒙古文、漢文等達8種文字，所以要進行研究具有很高難度，結果一直未有學者或者研究機構可以完整重構這一部著作。
直到2007年8月，中華人民共和國內蒙古自治区人民政府法制办公室所屬的內蒙古典章法學與社會學研究所經過14個月整理，再重新出版一套最為完整的版本。

## 規定
法典內收錄有不少不同文化所存在的法律規範，其中包括宗教與同性戀問題、保護草原等自然資源、保護野生動物、規範信託投資等等。根據內蒙古自治區政府法制辦《法典》版本，「男子之間雞姦的，並處死刑」；「草綠後挖坑致使草原被損壞的，失火致使草原被燒的，對全家處死刑」；「狩獵結束後，要對傷殘的、幼小的和雌性的獵物進行放生」；「以信託資金經商累計三次虧本的，處死刑」。